# Charles Pollock (designer)
Pour le peintre, voir Charles Pollock.
Pour les articles homonymes, voir Pollock.
Charles Randolph Pollock, né le 20 juin 1930 et mort le 20 août 2013, est un designer industriel américain. Il est connu pour être l’auteur de plusieurs modèles de chaises de bureau, la 657 (ou Pollock Arm Chair), sortie en 1960, et la Pollock Executive Chair de 1963, notamment. Ces deux modèles sont encore produits et commercialisés par Knoll, et certaines de ses créations font partie des collections du Metropolitan Museum of Art. Il est considéré comme « une figure importante du design des années 1950, pourtant souvent méconnue ». Ses créations ont en effet modifié profondément l'approche du mobilier de bureau.

## Formation et début de carrière
Diplômé du Pratt Institute (Brooklyn) en 1954, il est embauché par George Nelson qui travaille pour Herman Miller. D'après Lucy Ryder Richardson, Charles Pollock quitte rapidement l'entreprise après que, Swag Leg (« pied stylé »), la première collection commune rencontrant le succès, son nom n'apparait nulle part.
Charles Pollock crée alors son propre studio, et se fait rapidement remarquer. Il est sollicité par Knoll, pour le compte de qui il développe en 1960 le modèle 657 (Pollock Arm Chair), fabriqué presque sans interruption depuis son lancement et, en 1963, le Pollock Executive Chair, resté au catalogue depuis.

## Une longue période de silence
En dehors de la chaise Penelope, conçue pour Castelli en 1982, Charles Pollock retombe dans un anonymat quasi-total.
Il faut l'obstination de Jerry Helling, président de Bernhardt Design pour le retrouver et le convaincre de sortir de sa retraite en 2012, alors qu'il est âgé de 82 ans.
Il disparait tragiquement l'année suivante, dans l'incendie de son atelier de travail, dans le Queens, à New-York. Sa mort est annoncée dans de nombreux médias, tout autour du monde,.
Bernhardt Design lance, en 2016, The Finale Collection.

## Prix et reconnaissance
Charles Pollock a reçu différents prix, dont le Red Dot award en 2013, l'IBD Bronze Medal Awardet le Pratt Institute’s Excellence by Design Award.